# بنو هزان
بنو هزان: قبيلة عربية قديمة، عرف بنوها في جهات اليمامة منذ أيام طسم وجديس. وذكرهم أعشى قيس في بعض شعره. من نسله في الإسلام أبو روق الهزاني وهو من أعلام القرن الرابع الهجري. وبنو هزان دخلوا في عنزة قبل الإسلام زمن يوم خزاز، وفي ذلك ابن الكلبي:«وكان أهلها - اليمامة - هزان من بقية جديس بن عامر بن سام بن نوح فحالفوا عنزة ابن أسد بن ربيعة فاتخذوا فيهم نسباًً ولزموا بعض أراضيهم، وتتابعت بكر إلى اليمامة».
وهم لا يزالون في نجد، وكان لبعض رجالها محافظة الحريق في جنوبي الرياض، أيا قيام عبد العزيز بن سعود، وامتنعوا عليه، فأخضعهم. وعن منازلهم في الإسلام، قال الهمداني: «جانب اليمامة الآخر قرية يقال لها المجازة بها بنو هزَّان من عنزة، وإلى جانبها قرية يقال لها ماوان بها بنو هزَّان وبنو ربيعة ناس من النمر بن قاسط»، وفي خلاف نسب هزان قال البرفسور جواد علي: «إن الهزانيين كلهم من قبيلة واحدة، بقيت فروعها في مواطنها القديمة اليمامة حتى اليوم، ولا قيمة لما يرويه أهل الأنساب من سرد نسب كل قبيلة من القبائل الثلاث إلى العرب البائدة أو إلى العرب العاربة أو إلى العرب المستعربة».

## نسب بني هزان
ينتسبون الى : هزان بن صباح بن عتيك بن أسلم بن يذكر بن عنزة بن أسد بن ربيعة بن نزار بن معد بن عدنان.
أختلف في نسب هزان علي ثلاثة أقوال:
- القول الأول: هزان بن جاسم بن عمليق من قدماء العرب.[4] وزعم ابن إسحاق أنهم أول من تكلم العربية.[5]
- القول الثاني: هزان بن يعفر ابن السكسك بن واثل بن حمير. من العرب العاربة، وهو قول عبد الملك بن هشام والهمداني وابن سعيد المغربي.[6][7]
- القولي الثالث: هزان بن صباح بن عتيك بن بن أسْلمُ بن يَذْكُر بن عَنَزَةَ بن أَسَدٍ بن رَبِيعة بن نِزَار. من العرب المستعربة، وهو قول حكاه ابن الكلبي ولم يقره،[8][9] وفي كتابه الأيام قال ابن الكلبي:«وكان أهلها - اليمامة - هزان من بقية جديس بن عامر بن سام بن نوح فحالفوا عنزة ابن أسد بن ربيعة فاتخذوا فيهم نسباًً».[1]

وفي خلاف نسب هزان قال البرفسور جواد علي: «"بنو هزان": وهم من قطنة اليمامة القدامى، إذ نجد أهل الأخبار يرجعون تأريخهم بها إلى أيام طسم، أي: إلى أيام العرب العاربة أو العرب البائدة الأول. والظاهر أن أهل الأخبار قد حاروا في أمر "هزان"، فجعلوهم من العرب البائدة ودعاهم الهمداني بـ"هزان الأولى"، وجعلوهم من اليمن ونسبوهم إلى "قحطان" وجعلوهم من "معد"، وهم الذين بقوا في ديارهم اليمامة إلى الإسلام وفي الإسلام. ويظهر من روايات أهل الأخبار، أنهم قصدوا قبائل مختلفة لا قبيلة واحدة هي "هزان" التي ظلت باقية ولها بقية في اليمامة حتى اليوم. ولكننا نستبعد كون القبائل الثلاث قبيلة واحدة في الأصل، بدليل أن أهل الأخبار يذكرون أن هزان اليمانية الأصل كانت تقيم في اليمامة، وأن هزان "معد" هم من أهل اليمامة أيضا، أي: إن مواطن القبيلتين واحدة، بل إن منهم من يرجع مواطن هزان الأولى إلى اليمامة كذلك، وهذا ما يحملنا على القول: إن الهزانيين كلهم من قبيلة واحدة، بقيت فروعها في مواطنها القديمة اليمامة حتى اليوم، ولا قيمة لما يرويه أهل الأنساب من سرد نسب كل قبيلة من القبائل الثلاث إلى العرب البائدة أو إلى العرب العاربة أو إلى العرب المستعربة». بينما نجد أنه هناك من يزعم أن منهم من كان بيثرب، قال محمد بن فضل الله المحبي في قول صاحب صبح الأعشى: «بنو سعد بن هزان كانت منازلهم يثرب إلى أن أخرجهم منها بنو إسرائيل في زمن يوشع بن نون». والهمداني يزعم أن هزان الأولى كانت تسكن البحرين وعمان، وقال:«: من ولد دان بن فهلوج بن أمراز ابن آشور بن سام: جاسم أمة كانت بعمان والبحرين، فدرجت وبنو هف، وسعد، وهزان الأولى».

## تاريخ بني هزان
قبل البعثة النبوية كان جمهور هزان يسكن اليمامة، وقيل كان منهم رهط في يثرب والحجاز، وعن منازلهم في الإسلام، قال الهمداني: «جانب اليمامة الآخر قرية يقال لها المجازة بها بنو هزَّان من عنزة، وإلى جانبها قرية يقال لها ماوان بها بنو هزَّان وبنو ربيعة ناس من النمر بن قاسط»، وكان لهم العلية والعلاة وهي محافظة الحريق اليوم، وكانت بلادهم تمتد إلى الأفلاج، قال الحموي:«هي لرجل من بني هزان: سلوا فلج الافلاج عنا وعنكم»، وكانت ولا زالت هزان تجاور جرم طيء في نعام، قال الحموي: «برك ونعام واديان وهما البركان أهلهما هزان وجرم». ويروي الإخباريون أن هزان نزلت منطقة الجو من اليمامة في عهد حمير، وملكوها حتى قدمت جديس، فنزعوا ملكهم إلا أن هزان بقت في مواطنهم حتى الإسلام وإلى الزمن المعاصر، قال عبد الملك بن هشام:«نزل جديس وبنوه على هزان في بوادي جو فأساء جديس وبنوه جوار هزان وتطاول عليهم».
وفي القرن العاشر الهجري أسس هزان لهم إمارة في مدينة الحريق. إلى أن ضم عبد العزيز آل سعود الحريق ونعام إلى الدولة السعودية. وفي القرن الرابع عشر الهجري، ذاع صيت رجل منهم يدعى سعد بن عامر الهزاني من أهل المنامة، من رجال عيسى بن علي آل خليفة، ولاه ضبط سوقها ودكاكينها، الذي وصفته الوثائق البريطانية ان حكمه ماض في الأدنى بلا معاودة الشيخ عيسى حاكم البحرين، وفي الأعلى مع المعاودة، ويدخل عليه الرسومات ونطايرالمخازن والدكاكين، وتحت يده نخيل عطية من حاكم البحرين يستحصلها، ويأخذ من الأدنى في الدعاوي من المدعي، والأعلى أقصر من ذلك بالمصالحة، وقد كان سابقاً في حياة علي بن خليفة أميراً في السوق كذلك، ومجرى أحكامه كمجرى أحكام حكام العرب، ومن اللغة لا يعرف إلا العربية.